# Stazione di Toyama
La stazione di Toyama (富山駅?, Toyama-eki) è la principale stazione ferroviaria di Toyama. La stazione è servita da diversi treni espressi limitati e notturni che la collegano con varie zone del Giappone, e in particolare Osaka, verso la quale si ha un collegamento ogni ora grazie all'espresso Thunderbird. La stazione dal 2015 sarà servita anche dall'estensione dell'Hokuriku Shinkansen che la collegherà a Tokyo in circa 2 ore e 10 minuti alla velocità di 260 km/h.

## Linee
JR West
Hokuriku Shinkansen
Linea principale Takayama
Ferrovia Ainokaze Toyama Tetsudō
Linea Ainokaze Toyama Tetsudō
Ferrovie Toyama Chihō
Linea Toyama Chihō principale
Rete tranviaria di Toyama
Toyama Light Rail
Metrotranvia Toyama porto

## Intorno alla stazione

### Uscita SUD(南口?)
- Municipio di Toyama
- Castello Toyama (富山城)
- Toyama-kenminkaikan (富山県民会館, 10 minuti a piedi[2])
- NHK Toyama (NHK富山放送局)

### Uscita NORD(北口?)
- AUBADE HALL (オーバード・ホール, 富山市芸術文化ホール, 2 minuti a piedi[3])
- Hokuriku Electric Power Company (北陸電力)
- Tower 111 (タワー111, 4 minuti a piedi[4])
- Porte Kanazawa (ポルテ金沢, 2 minuti a piedi[5])

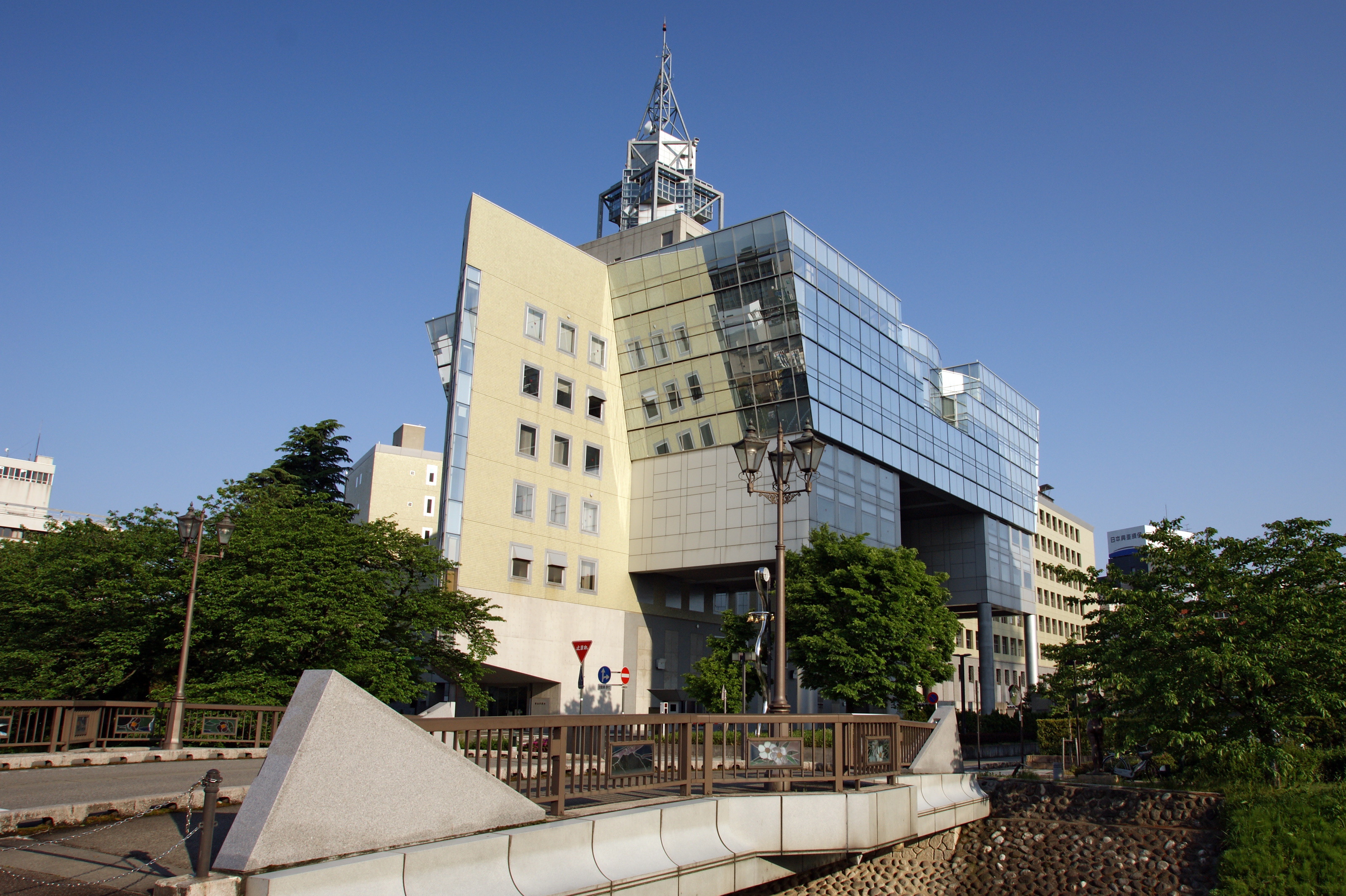
Il municipio di Toyama
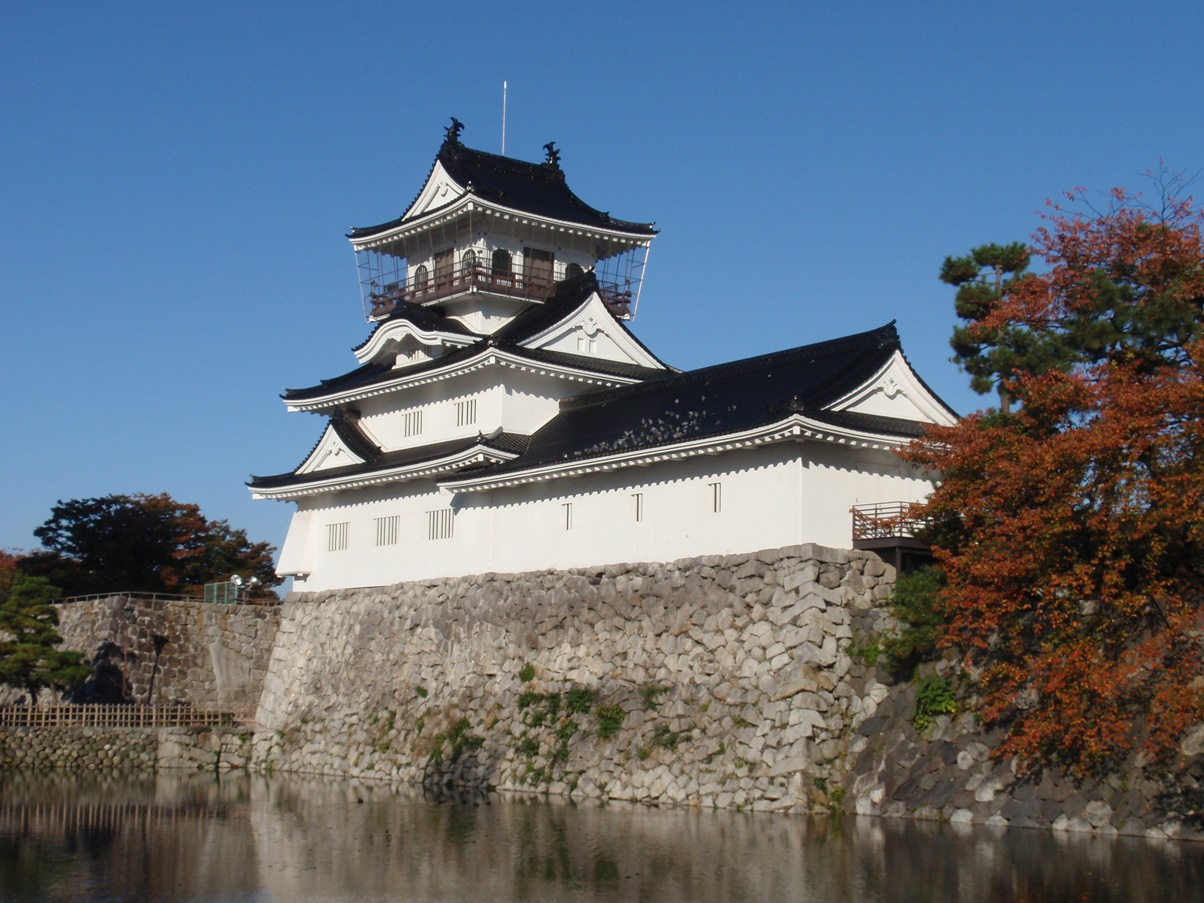
Castello Toyama
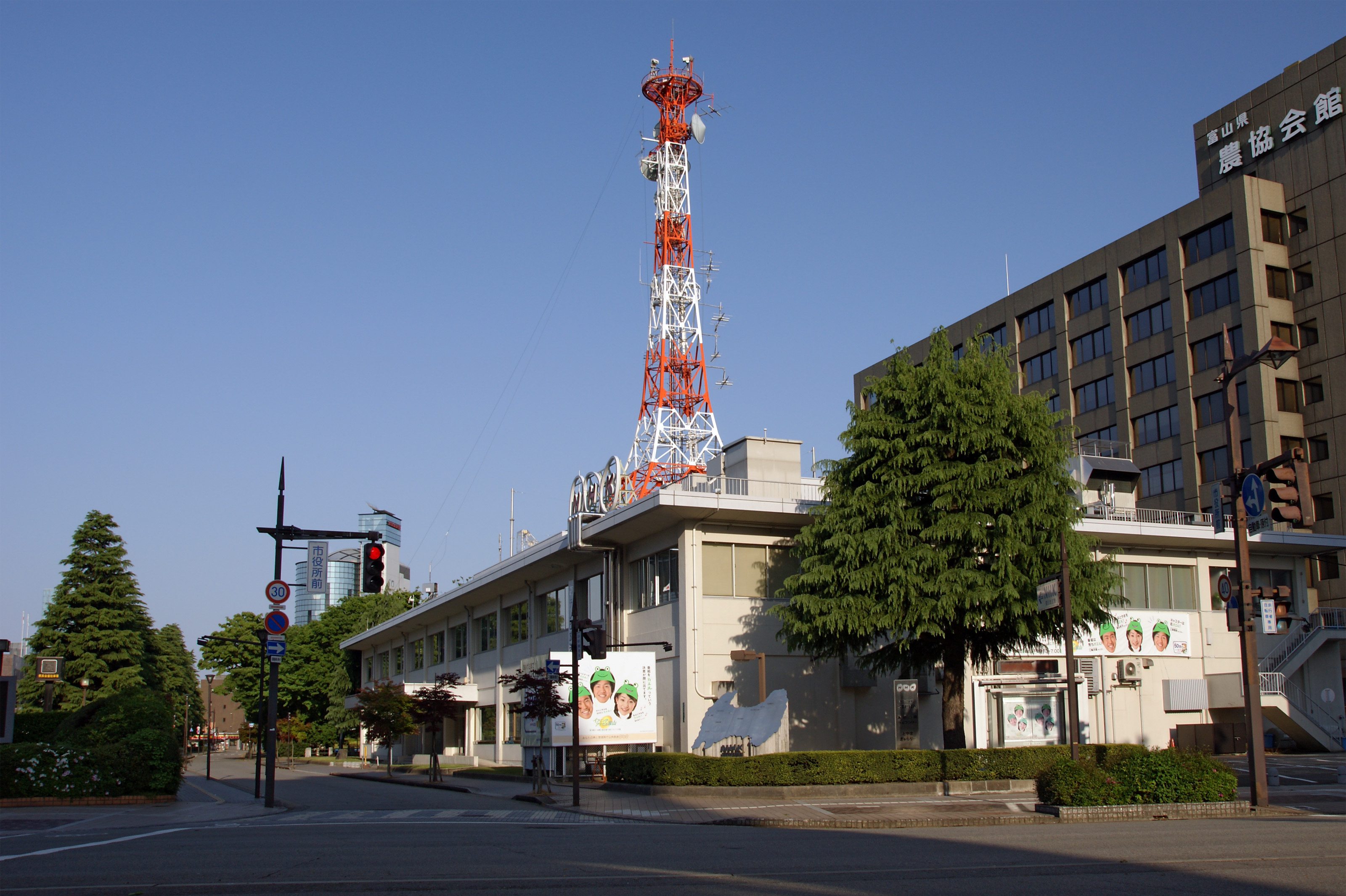
NHK Toyama
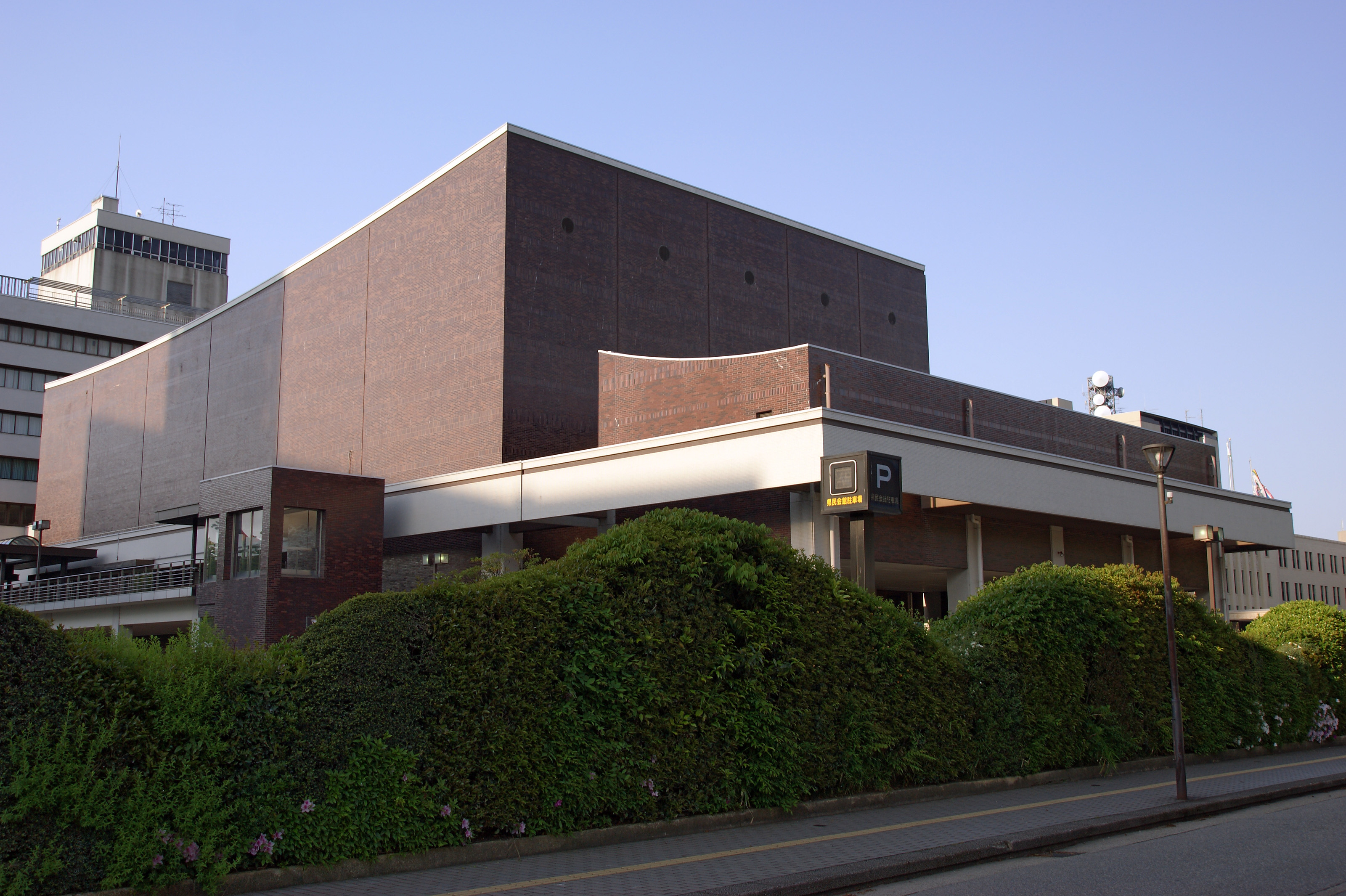
Toyama-kenminkaikan
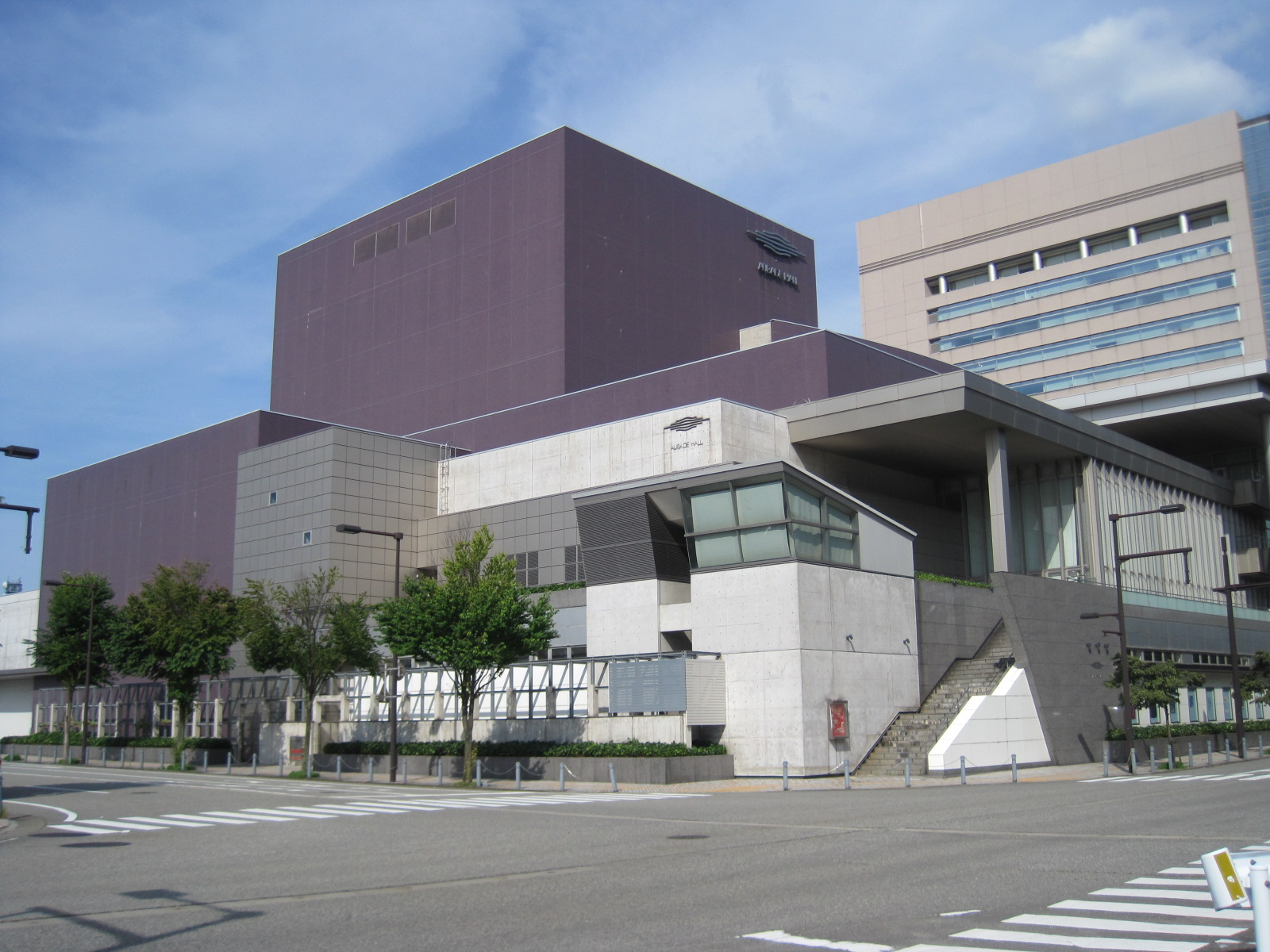
AUBADE HALL
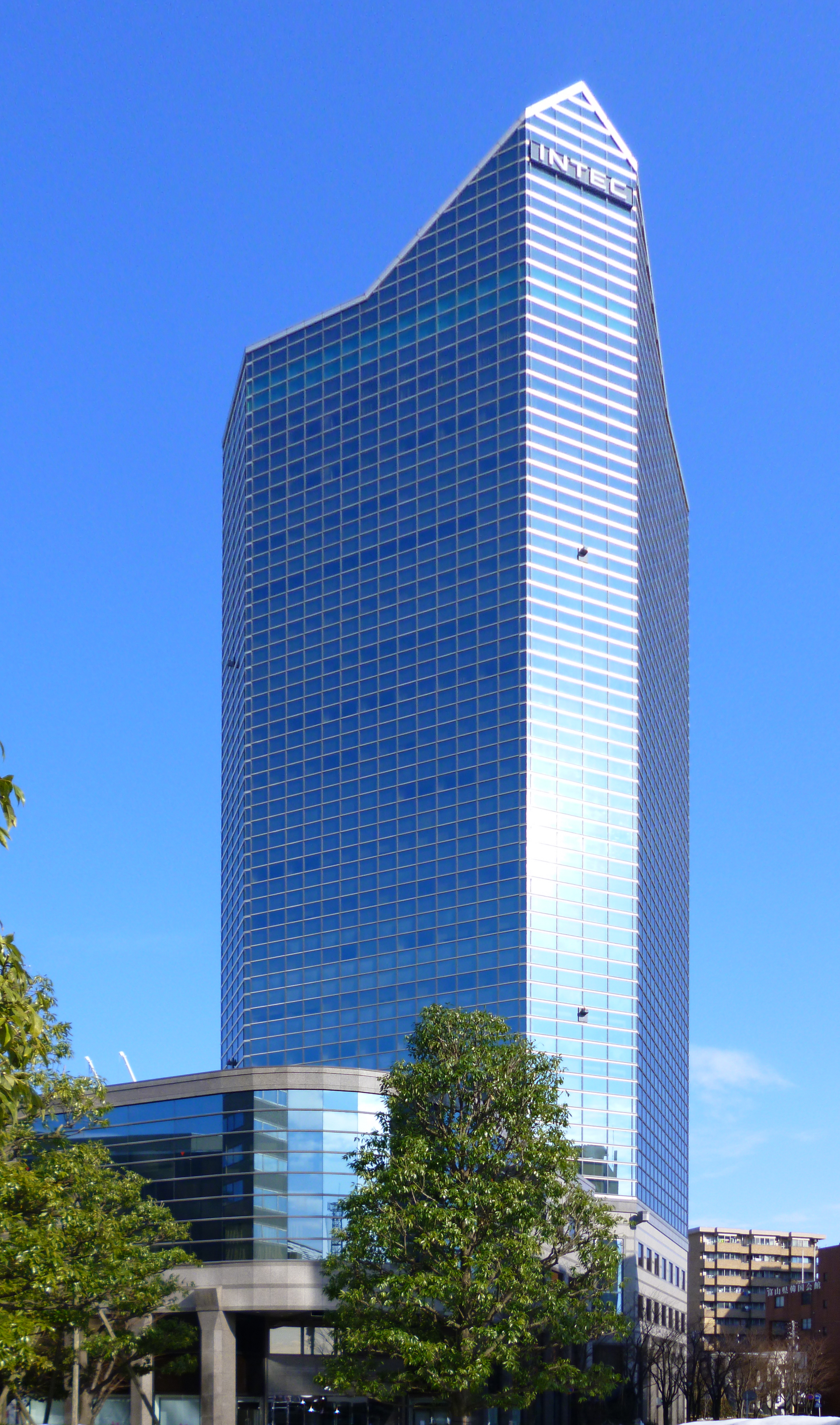
Tower 111